# Irisosaurus yimenensis
Irisosaurus yimenensis — вид ящеротазових завроподоморфних динозаврів, що існував у ранній юрі (200 млн років тому).

## Історія відкриття

Розмір динозавра

Викопні рештки динозавра знайдено у 2018 році у відкладеннях формації Фенцзяхе (Fengjiahe Formation) в повіті Їмень провінції Юньнань на півдні Китаю. Було виявлено фрагменти верхньої і нижньої щелеп, 5 шийних хребців, кістки плечового пояса та передніх кінцівок, три спинні хребці, фрагменти ребер та кіготь задньої кінцівки.

## Опис
За оцінками, динозавр сягав до п'яти метрів завдовжки. Передня кінцівки були короткими, тому динозавр пересувався лише на двох задніх ногах.